# Franz Menge
Franz Anton Menge (ur. 15 lutego 1808 w Arnsbergu, zm. 26 stycznia 1880 w Gdańsku) – przyrodnik, od 1836 roku związany z Gdańskiem. Zajmował się inkluzjami bursztynu oraz pająkami. Napisał monografię Preussische Spinnen. Członek Towarzystwa Przyrodniczego.
Studia przyrodnicze odbył w latach 1828–1832 na Uniwersytecie w Berlinie. Dzięki uzyskanemu stypendium w 1831 przebywał w Paryżu. Od 1833 pracował jako nauczyciel w szkole miejskiej w Grudziądzu. W Gdańsku od 1836 nauczyciel botaniki, zoologii i geologii. Od 1877 na emeryturze, przy przejściu na nią odznaczony Orderem Czerwonego Orła.